# Ludvig Hannibal Krieger (1774-1825)
 Der er flere personer med dette navn, se Ludvig Hannibal Krieger.
Ludvig Hannibal Krieger (født 11. november 1774 i København, død 10. april 1825 sammesteds) var en dansk officer.
Krieger var søn af viceadmiral Johan Cornelius Krieger og Sophie Magdalena Arff og havde en række kendte brødre. Han blev 1784 sekondløjtnant à la suite i Kronprinsens Regiment, 1787 kostkadet, 1795 (med anciennitet fra 1790) sekondløjtnant, 1798 premierløjtnant ved Marinekorpset, var med i slaget på Reden og fik 1802 Guldmedaljen for 2. april 1801, blev 1803 stabskaptajn, 1808 kompagnichef, fik 1809 Ridderkorset af Dannebrog, 1811 kompagnichef ved Københavns Infanteriregiment, 1816 ved Norske Livregiment og 1820 major (med anciennitet fra 1815).
Han blev gift 12. november 1813 i Hillerød med Henriette Cathrine von Levetzow (29. november 1786 på Frederiksborg Slot - 9. marts 1851 i København), datter af amtmand Heinrich von Levetzow.